# Hirtodrosophila trivittata
Hirtodrosophila trivittata är en tvåvingeart som först beskrevs av Gabriel Strobl 1893.  Hirtodrosophila trivittata ingår i släktet Hirtodrosophila och familjen daggflugor. Arten är reproducerande i Sverige. Inga underarter finns listade i Catalogue of Life.